# Anne de Husson
Anne de Husson (* 1475; † 26. September 1540 in Tonnerre), Gräfin von Tonnerre aus eigenem Recht, war eine französische Adlige und Erbin.

## Leben
Anne de Husson ist die Tochter von Charles de Husson († 1492), Graf von Tonnerre, Herr von Saint-Aignan, von Selles-sur-Cher, und Antoinette de La Trémoille.
Am 10. oder 13. Februar 1496 heiratete sie Bernardin de Clermont (1440–1522), Vicomte de Tallard, Herr von Saint-André-en-Royans, Montrevel, La Bastie d’Albanais, Paladru und Virieu, der aus der Familie Clermont stammt.
Sie brachte die Herrschaften Husson, Ancy-le-Franc, de Laignes, de Cruzy, de Chassignelles, de Ravières und Selles-sur-Cher (Saint-Aignan ging über ihre Schwester Louise de Husson an die Beauvilliers über) in ihre Ehe ein.
1537 erbte sie von ihrem Neffen Louis IV. de Husson die Grafschaft Tonnerre, die sie 1540 an ihre Tochter Louise de Clermont Herzogin von Uzès weitergab. Louise vererbte die Grafschaft 1596 an die Nachkommen ihres Bruders Antoine, Vicomte de Tallard, Baron und später Comte de Clermont-en-Viennois, Vicomte de Clermont-en-Trièves.
Aufgrund dieser Heirat nahmen die Mitglieder des Hauses Clermont einige Jahre später den Namen Clermont-Tonnerre an.
Mit ihrem Vermögen konnte Bernardin de Clermont die Burg Tallard restaurieren bzw. modernisieren, u. a. ließ er Sprossenfenster in der Logis öffnen. Anfang des 16. Jahrhunderts gab er den Bau der herrschaftlichen Kapelle im Stil der Flamboyantgotik in Auftrag.
Anne de Husson wurde in der Kirche des Hospitals in Tonnerre beigesetzt.

## Nachkommen
In ihrer Ehe mit Bernardin de Clermont wurde sie Mutter von dreizehn Kindern:
- Antoine (* wohl 1498; † 2. April 1578), ab 1540 Vicomte und ab 24. Dezember 1547 Comte de Clermont, Vicomte de Tallard, Gouverneur der Dauphiné, Grand-maître et Général réformateur des Eaux et Forêts de France, 1559 Lieutenant général du Dauphiné; ⚭ 13. April 1532 Françoise de Poitiers († nach 19. März 1541), Tochter von Jean de Poitiers, Seigneur de Saint-Vallier, und Jeanne de Batarnay du Bouchage, Schwester von Diane de Poitiers (Poitiers-Valentinois)
- Gabriel (* wohl 1500; † 1572), Seigneur de Selles-sur-Cher, 1540 Bischof von Gap, nimmt 1562 das helvetische Bekenntnis an, und trat 1571 als Bischof zurück[2]
- Théodore-Jean († wohl 1560), Abt von Saint-Gilles, 1551/54 Bischof von Senez, 1553–1560 Vizelegat von Avignon
- Julien († 25. November 1563 in Orléans), Comte de Tonnerre (en partie), Seigneur de Thoury (uxor nomine), Seigneur de Thoury; ⚭ 15. Januar 1541 Claude de Rohan-Gié († nach 1579), Dame de Thoury, Tochter von Charles de Rohan, Seigneur de Gié, und Giovanna Sanseverino, Rohan-Guéméné, Witwe von Claude de Beauvilliers, Comte de Saint-Aignan († 1539)
- Claude, Seigneur de Larigny, starb ledig und ohne Nachkommen
- Laurent (X 14. April 1544 in der Schlacht von Ceresole), ledig
- Françoise; ⚭ 23. August 1516 Méraut d’Hostun († 20. August 1553), Seigneur de La Baume-d’Hostun
- Louise (* 1504; † 1596 in Paris), Comtesse de Tonnerre; ⚭ (1) 1538 Francois du Bellay († 1553), Prince d’Yvetot, Comte de Tonnerre (uxor nomine); ⚭ (2) 10. April 1556 Antoine de Crussol († 15. August 1573 bei der Belagerung von La Rochelle), Duc d’Uzès, Pair de France (Haus Crussol)
- Catherine, 1522 bezeugt, Äbtissin von Saint-Jean de Bonneval-lès-Thouars
- Madeleine († 28. Oktober 1562), Äbtissin von Saint-Paul (Oise)
- Marguerite, Äbtissin von Saint-Benôit de Tarascon, dann von Abtei Saint-Césaire in Arles
- Gasparde, 1521 Novizin in Sainte-Claire de Poitiers
- Anne, 1521 Novizin in Sainte-Claire de Grenoble

Zwölf der dreizehn Kinder sind im Testament ihres Vaters erwähnt.